# 1707 Chantal
Az 1707 Chantal (ideiglenes jelöléssel 1932 RL) a Naprendszer kisbolygóövében található aszteroida. Eugène Joseph Delporte fedezte fel 1932. szeptember 8-án.